# 吴振铎
吳振鐸（1918年—2000年1月5日），福建福安人，茶學家，在臺灣開發出金萱茶、翠玉茶、教導鹿谷鄉茶農培育凍頂烏龍茶帶動該鄉經濟，被譽為「戰後台茶之父」。

## 生平
吳振鐸為福安东门双井巷人，1936年考入福建高級茶科學校第一屆，師從張天福。
畢業後，吳振鐸於武夷山福建示範茶廠工作，1947年來臺灣，任職臺灣省農業試驗所平鎮茶葉試驗分所技士兼製茶系主任。
吳振鐸和林馥泉一樣都有在武夷山種茶的經歷，因可將其用於推廣茶業。1948年，吳振鐸去鹿谷考察農業，發現凍頂烏龍茶的茶園不到五十公頃，且茶樹已老化、細小，茶農須在茶樹中間種番薯才能勉強過活，便於1953年起開始初步輔導茶農耕作法，安排永隆村、彰雅村、鳳凰村三村茶農至茶葉改良場觀摩、學習栽培技術。1962年5月初，去南投旅遊的何凡收到茶試所贈的鹿谷凍頂烏龍茶，感言是滋味不錯、值得推荐。1965年，茶試所將台茶八號與硬枝紅心雜交的新品種交給鹿谷鄉茶農採扦插育苗方式試種，成活率高建百分之九十五以上，比茶葉改良場試種還高百分之十。
1968年，茶試所合併升格為臺灣省茶業改良場，吳振鐸擔任首任場長。1974年，農復會補助八十八萬六千元及提供貸款一百七十萬元，改善彰雅、永隆、鳳凰等村所生產的凍頂茶產製銷的技術，促進分級包裝與共同運銷。1975年間，吳振鐸等人前往日本靜岡縣考察訪問，發現當地茶葉共同運銷措施有借鏡之處，回臺灣後到鹿谷農會和研究舉行品質評鑑分級的可行性，在農會支持下，促成了1976年的春茶比賽，當年茶葉每台斤約六十至八十元左右，基層公務員薪水約一千二百元上下，冠軍茶竟喊價五千元一斤，引起媒體競相報導和民眾側目，鹿谷凍頂烏龍茶的名號不脛而走。
吳振鐸從1938年代雜交的許多茶樹實生後代中花費年培育，最後選出適應性強、茶湯甘醇濃厚且具市場價值的兩個茶樹品系2027、2029，俗稱「二七仔、二九仔」，於1981年分別以祖母名字「金萱」及母親名字「翠玉」命名為「臺茶12號（金萱茶）」及「臺茶13號（翠玉茶）」。1982年，他把五百株的金萱茶交由木柵茶農張美加，在觀光茶園山坡地試種，以與鐵觀音同時成為木柵區的特產。
1982年9月23日，中華民國茶藝協會在台北市中山堂成立，發起人為吳振鐸、林保仁、趙筱梅、李瑞河、張為憲、林燦隆、朱鈞、陳成、李錦楓、賴光隆、李殿魁、唐學斌等。吳振鐸擔任該會第一、二屆理事長，此後一直被尊為名譽理事長。他因對南投茶葉的貢獻、長期在大學教導茶作學，被尊稱「茶博士」；又因獲頒傑出科技人才獎、農學會學術科技獎、臺灣省主席獎以及茶葉重大貢獻獎等，故譽作「台灣茶葉之父」。
2000年1月5日，吳振鐸因病去世，享壽八十二歲。

## 著作
- 吳振鐸. . 東方文化出版社. 1977.
- 吳振鐸. . 科學農業出版社. 1997.
- 吳振鐸. . 科學農業出版社. 1998.

## 紀念
2009年，農委會主委陳武雄指示把吳振鐸當年辦公大樓、辦公室與品茶室設館紀念，取名「振鐸館」。
2013年，福安市晓阳镇首洋村长垅山籌立吴振铎纪念馆。